# Rudolf Ismayr
Rudolf Ismayr (14 de outubro de 1908, em Landshut – 9 de maio de 1998, Marquartstein, Baviera) foi um halterofilista alemão.
Ismayr ganhou a medalha de ouro no levantamento de peso nos Jogos Olímpicos de 1932 em Los Angeles, na classe até 75 kg. Quatro anos mais tarde, durante os Jogos Olímpicos de 1936, ele terminou em segundo na mesma classe de peso, atrás de Khadr Sayed El Touni, do Egito.
Ismayr conquistou três medalhas de ouro e uma de prata no Campeonato Europeu, além de uma medalha de prata no Campeonato Mundial, todas na categoria até 75 kg.